# Nanna (Kim Larsen)
Nanna eller Nanna med den røde mund er en sang indspillet af Kim Larsen i 1973 fra debutalbummet Værsgo. Den er skrevet af Larsen og Grete Quist Holm til den danske gruppe Gasolin' i 1972 og udkom på albummet Gasolin' 2 fra samme år.
Kim Larsens daværende fritidsband Starfuckers indspillede en liveudgave af nummeret, der findes på albummet Vogt Dem for efterligninger.

## Om sangen
På Værsgo fremføres "Nanna", ud over selve vokal-stemmen, af Kim Larsen selv på et wurlitzer-klaver, der fungerer som det bærende instrument i sangen. I teksten fortælles om kvinden Nanna, der "drikker …(-)… og er lidt dum, så hun er glad" og "har to mænd og otte børn, så hun er glad, det' så trist, det' så trist siger de." Ifølge forfatter og journalist Erik Jensen er Nanna et eksempel på en person, der lever udstødt på kanten af samfundet, men som Kim Larsen og Gasolin' har været med til at give en stemme i sange som denne. Jensen analyserer Nannas situation kontekstmæssigt i en sammenligning mellem 1970'erne og det 21. århundrede: "I dag ville hun uden poetiske omskrivninger blive betragtet som misbruger og sikkert anmeldt til de sociale myndigheder …(-)… i 1973 var sagen knapt så alvorlig, og man kunne godt hylde hende uden at blive anmeldt til politiet for uansvarlig omgang med sine ikke mindre end otte børn".
Pladeproducer Poul Bruun har fortalt, at Kim Larsen i første omgang præsenterede Værsgo-udgaven af "Nanna" for de øvrige tre medlemmer af Gasolin', men at de ikke brød sig om den oprindelige version og foretrak en mere bluesy udgave. I utilfredshed gik Larsen nu i overvejelser om at forlade bandet, og Poul Bruun kom ham hurtigt i møde ved at tilbyde ham at indspille solopladen Værsgo og gøre "Nanna" til pladens åbningsnummer. Larsen accepterede forslaget og indspillede pianoversionen helt (Bruun-citat:) "upfront" (modsat mere tilbagelænet klaverspil), hvilket ifølge Bruun var typisk for Kim Larsen som musiker.

## Versionen på Gasolin' 2
På Gasolin's alternative bluesversion af "Nanna", spiller Franz Beckerlee mundharmonika, og nummeret kører i et højere tempo og er mere rytmisk anlagt i en fremførelse, der af forfatteren og musikeren Henrik Marstal tillægges en "nærmest skiffle-agtig attitude". Gasolin'-sangen består af tre akkorder, hvorimod Kim Larsens oprindelige version består af fire.

## Medvirkende
Følgende er en liste over de personer der var med til at indspille sangen:
- Kim Larsen – Sang, klaver
- Thomas Grue – Guitar
- Søren Berlev – Slagtøj

### Teknikere
- Poul Bruun - Producer
- Philip Foss - lydtekniker

## Eksternt link
- "Nanna" fremført af Kim Larsen i 1973, youtube.com